# نظائر الذهب

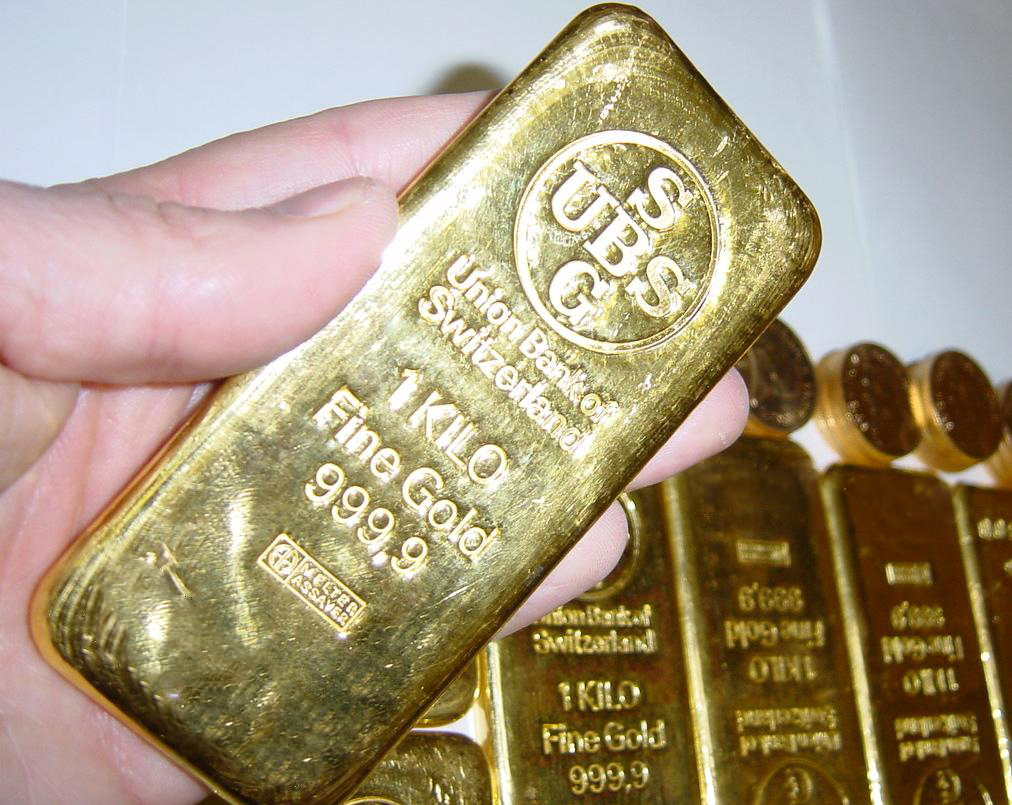

للذهب (79Au) نظير واحد مستقر، وهو 197Au، في حين أن لديه 36 نويدة مشعة، أطولها من حيث عمر النصف 195Au بمقدار 186 يوم.
يعد الذهب أثقل العناصر الكيميائية المستقرة ذات نظير واحد مستقر؛ وأتي ذلك بعد أن البزموت يحتل تلك المرتبة، إلا أنه وجد لاحقاً أن النظير بزموت-209 يبدي خواص اضمحلال إشعاعي.

## النظائر المشعة
جرى اصطناع 36 نظيراً مشعّاً للذهب تتراوح كتلها الذرّية بين 169 و 205؛ أكثرها استقراراً هو النظير 195Au بعمر نصف مقداره 186.1 يوم، أمّا أقلّها من حيث الاستقرار فهو النظير 171Au والذي يتفكّك بعملية إصدار بروتون ويبلغ عمر النصف في حالته 30 ميكروثانية فقط.
تضمحّل نظائر الذهب المشعّة ذات الكتل الذرّية الأقلّ من 197 عن طريق عدّة آليّات تتضمّن إصدار بروتون واضمحلال ألفا واضمحلال بيتا +β، ما عدا النظير 195Au الذي يضمحّل بعملية التقاط إلكترون؛ والنظير 196Au الذي يضمحّل بعملية التقاط إلكترون أيضاً ولكن بنسبة 93%، أمّا النسبة المتبقية (7%) فتكون عن طريق اضمحلال بيتا −β. بالمقابل، فإنّ جميع نظائر الذهب ذات الكتل الذرّية الأعلى من 197 فتتضمحّل على النمط −β.
جرى التعرّف على ما يقلّ عن 32 مصاوغ نووي للذهب تتراوح كتلها الذرّية بين 170 و 200؛ كان أكثرها استقراراً 198m2Au وله عمر نصف يبلغ 2.27 يوم، أمّا أقلّها استقراراً فهو 177m2Au بعمر نصف 7 نانوثانية فقط. لوحظ أنّ للمصاوغ 184m1Au ثلاثة طرق للاضمحلال، وهي اضمحلال +β والتصاوغ النووي البيني واضمحلال ألفا، وهو بذلك الوحيد من بين نظائر الذهب المشعّة ومصاوغاته النووية الذي يضمحّل بثلاثة طرق.

## ذهب-198
لنظير الذهب-198 198Au عمر نصف مقداره 2.7 يوم؛ ويستخدم في وحدات التكويك في مصافي النفط لدراسة السلوك الهيدروديناميكي للأجسام الصلبة في «السرير المسيَّل». وكذلك تستخدم الجسيمات النانوية من هذا التظير في مجال الطب النووي.

## اقرأ أيضاً
- نظائر النحاس
- نظائر الفضة